# Юзеф-Францішек Круліковський
Ю́зеф-Франці́шек Круліко́вський  (пол. Józef Franciszek Królikowski; 1781, Сянік — 17 квітня 1839, Варшава) — польський суддя, мовознавець, письменник, педагог, редактор. Доктор філософії.

## Біографія
Закінчив правничі студії у Львівському університеті.
До 1808 року — суддя Бережанського округу. У 1814–1816 — голова магістрату міста Радом, потім — професор мови і літератури гімназії в місті Познань (всі — Польща); в останньому — редактор часописів.
Кінець 1820-х — 1833 — інспектор шкіл у Варшаві.
Помер у Варшаві, похований на Повонзках.

## Праці
Автор мовознавчих і літературознавчих праць.